# Krasov
Krasov település Csehországban, Bruntáli járásban. Krasov Široká Niva, Hošťálkovy, Brantice, Karlovice és Čaková településekkel határos. Lakosainak száma 362 fő (2024. január 1.).

## Népesség
A település lakosságának változását az alábbi diagram mutatja:
| Lakosok száma | 1137 | 1118 | 1001 | 521  | 321  | 334  | 338  | 341  | 344  | 362  |
|               | 1869 | 1900 | 1921 | 1961 | 1980 | 2011 | 2016 | 2019 | 2021 | 2024 |